# Cambridge University Rugby Union Football Club
Cambridge University Rugby Union Football Club, ou Cambridge University RUFC est le club de rugby à XV de l'université de Cambridge, basé dans la ville de Cambridge, en Angleterre.

## Histoire

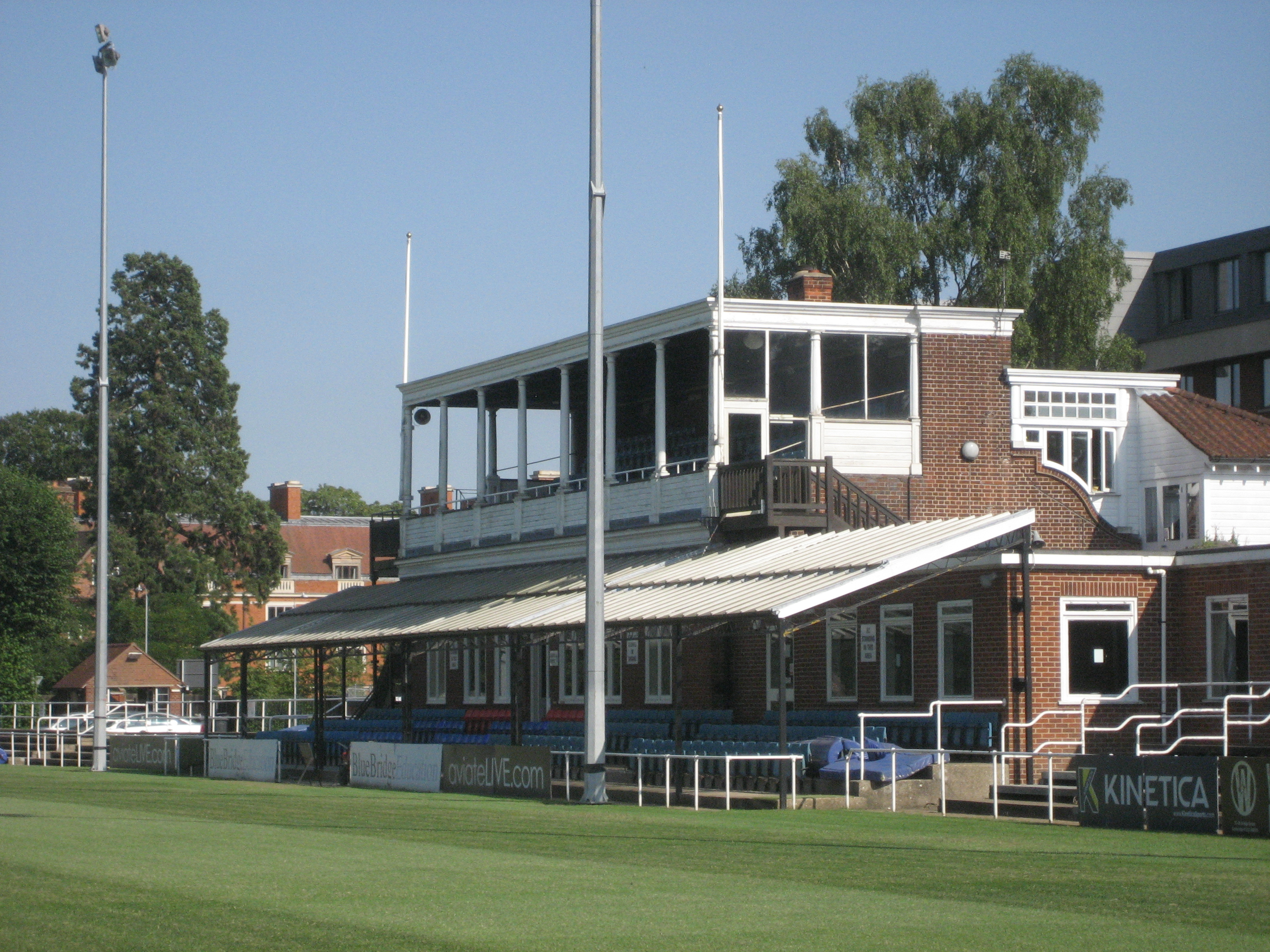
Grange Road.

Suivant une longue tradition, les étudiants participent activement aux activités sportives et aux loisirs. Par exemple, l'aviron est un sport populaire et il existe des compétitions entre collèges (les bumps races ou courses de bosses) et contre Oxford (la Boat Race qui oppose tous les ans sur la Tamise à Londres les meilleurs rameurs des deux universités). Il existe également de nombreuses autres compétitions entre Oxford et Cambridge, appelées Varsity Matches, notamment des compétitions de rugby à XV, de cricket, d'échecs et de jeu de puce. Pour certains sports, participer à des compétitions contre d'autres universités donne le droit aux étudiants de demander une distinction spéciale, appelée blue, décernée par le Blues Committee constitué des capitaines des équipes des 13 sports les plus prestigieux. Il existe également de nombreuses associations consacrées au théâtre, comme le célèbre club de comédie Footlights.
Le club est fondé en 1872, soit trois ans après le club de rugby d'Oxford. Le premier Varsity Match est disputé cette année-là.

## Palmarès

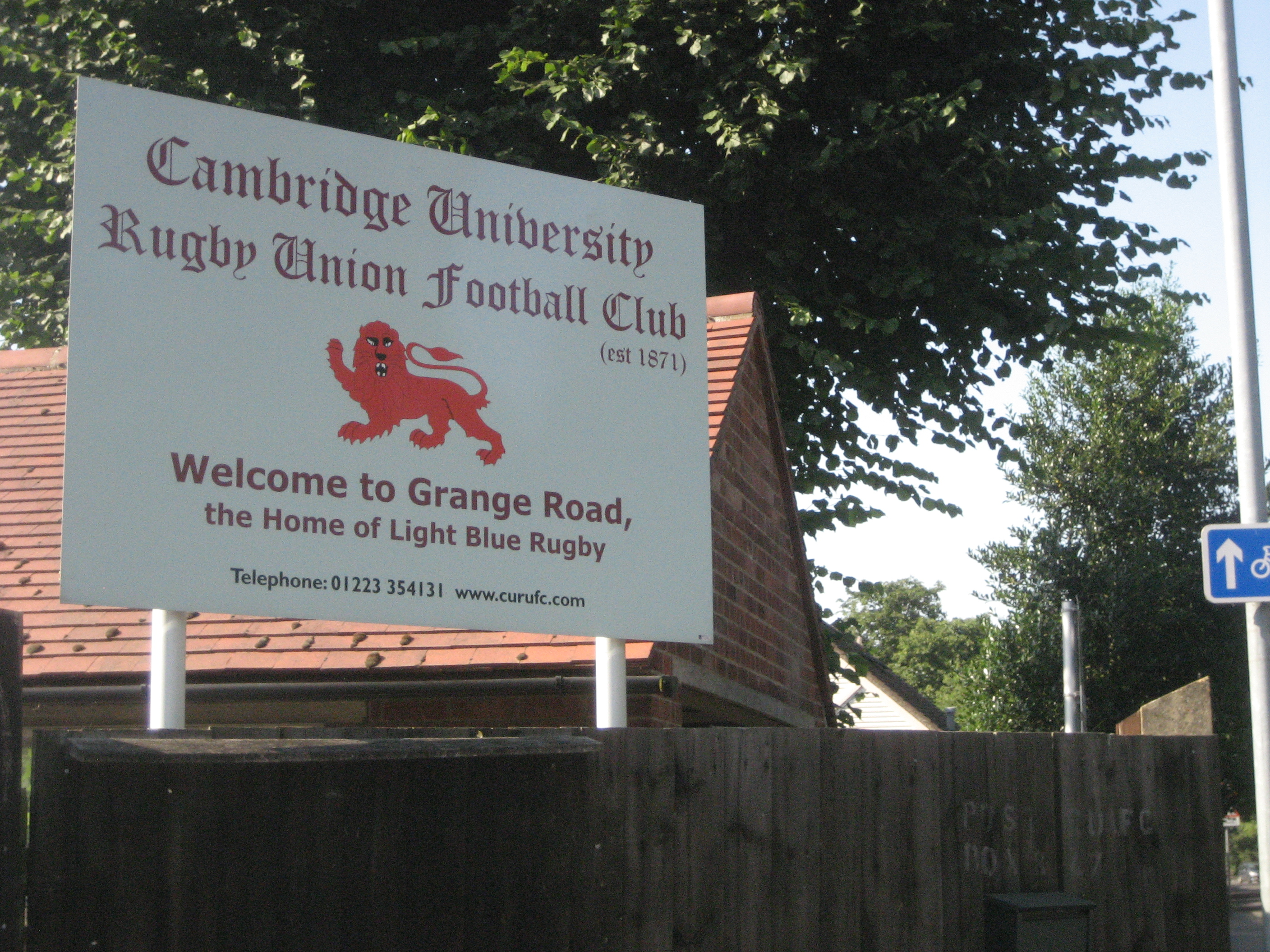
Entrée de Grange Road.

## Joueurs célèbres
De nombreux joueurs ont porté le maillot de leur équipe nationale, certains celui des Lions britanniques. Parmi eux, on peut citer :
- David Akinluyi
- Simon Amor
- Rob Andrew
- Joe Ansbro
- Nate Brakeley
- Ross Broadfoot
- Alan Buzza
- Phil Davies
- Mark Denney
- Mike Gibson
- Alex Goode
- Gavin Hastings
- Alastair Hignell
- Alun Lewis
- Chris Oti
- David Quinlan
- Ian Robertson
- Adam Sergeant
- Arthur Smith
- Clem Thomas
- Daniel Vickerman
- Rob Wainwright
- Flip van der Merwe